# Jegălia
Jegălia is een Roemeense gemeente in het district Călărași.
Jegălia telt 4607 inwoners.